# Ів Анжело
Ів Анжело (фр. Yves Angelo; 22 січня 1956, Марокко) — французький кінооператор, режисер та сценарист, тричі лауреат премії «Сезар» за найкращу операторську роботу.

## Біографія
Ів Анжело народився 22 січня 1956 року у Марокко. Закінчив Національну вищу школу імені Луї Люм'єра, нині викладає в ній операторську майстерність.
У 1994 році Ів Анжело дебютував як режисер, екранізувавши роман Оноре де Бальзака «Полковник Шабер» за участю Жерара Депардьє і Фанні Ардан в головних ролях. Стрічку було номіновано в 6-ти категоріях на кінопремію «Сезар» 1995 року, зокрема за найкращий дебютний фільм.
Влітку 2018 року Ів Анжело як режисер має розпочати зйомки спільного українсько-французького історично-біографічного фільму Анна Київська за сценарієм, написаним ним у співавторстві з письменницею Жаклін Доксуа на основі її роману 2002 року «Анна Київська, королева Франції» (фр. Anne de Kiev: reine de France, 2002) про долю доньки київського князя Ярослава Мудрого та дружини французького короля Генріха І.

## Фільмографія
Оператор
| Рік  | Назва                                     | Оригінальна назва            | Примітки                                 |
| ---- | ----------------------------------------- | ---------------------------- | ---------------------------------------- |
| 1988 | Мертва хватка                             | Baxter                       |                                          |
| 1989 | Індійський ноктюрн                        | Nocturne indien              | реж. Ален Корно                          |
| 1989 | Кімната на стороні                        | Chambre à part               |                                          |
| 1990 | Сум'яття                                  | Tumultes                     |                                          |
| 1990 | Нечаєв повертається                       | Netchaïev est de retour      | реж. Жак Дере                            |
| 1991 | Серце, яке б'ється                        | Un coeur qui bat             |                                          |
| 1991 | Усі ранки світу                           | Tous les matins du monde     | реж. Ален Корно                          |
| 1992 | Крижане серце                             | Un coeur en hiver            | реж. Клод Соте                           |
| 1992 | Акомпаніаторка                            | L'accompagnatrice            | реж. Клод Міллер                         |
| 1993 | Жерміналь                                 | Germinal                     | реж. Клод Беррі                          |
| 1997 | Рівень 5                                  | Level Five                   | реж. Кріс Маркер                         |
| 2001 | Не потрібно історій!                      | Pas d'histoires!             |                                          |
| 2002 | На кінчиках пальців                       | Sur le bout des doigts       | реж. Ів Анжело                           |
| 2003 | Страх і трепет                            | Stupeur et tremblements      | реж. Ален Корно                          |
| 2004 | Принцеса Малабара                         | Malabar Princess             | реж. Жиль Легран                         |
| 2004 | Інгелезі                                  | Inguélézi                    | реж. Франсуа Дюпейрон                    |
| 2005 | Сині слова                                | Les mots bleus               | реж. Ален Корно                          |
| 2007 | Друге дихання                             | Le deuxième souffle          | реж. Ален Корно                          |
| 2008 | Дівчина і вовки                           | La jeune fille et les loups  | реж. Жиль Легран                         |
| 2008 | Допоможи собі сам, тоді Бог тобі допоможе | Aide-toi, le ciel t'aidera   | реж. Франсуа Дюпейрон                    |
| 2009 | Звичайна страта                           | Une exécution ordinaire      | реж. Марк Дюген                          |
| 2010 | Злочин через кохання                      | Crime d'amour                | реж. Ален Корно                          |
| 2011 | Жіноча доброта                            | La bonté des femmes          | телевізійний, реж. Ів Анжело, Марк Дюген |
| 2011 | Будь моїм сином                           | Tu seras mon fils            | реж. Жиль Легран                         |
| 2012 | Дядько Шарль                              | L'oncle Charles              | реж. Етьєн Шатільє                       |
| 2013 | Єдиний у своєму роді                      | Mon âme par toi guérie       | реж. Франсуа Дюпейрон                    |
| 2015 | Запах мандарина                           | L'Odeur de la mandarine      | реж. Жиль Легран                         |
| 2017 | Шукайте жінку                             | Cherchez la femme            | реж. Со Абаді                            |
| 2017 | Марвін, або Чудове виховання              | Marvin ou la Belle Éducation | реж. Анн Фонтен                          |

Режисер та сценарист
| Рік  | Назва                | Оригінальна назва      | Примітки              |
| ---- | -------------------- | ---------------------- | --------------------- |
| 1994 | Полковник Шабер      | Le colonel Chabert     | режисер, сценарист    |
| 1997 | Дуже чисте повітря   | Un air si pur…         | режисер, сценарист    |
| 1998 | Злодій життя         | Voleur de vie          | режисер, сценарист    |
| 2001 | Не потрібно історій! | Pas d'histoires!       | режисер, сценарист    |
| 2002 | На кінчиках пальців  | Sur le bout des doigts | режисер, сценарист    |
| 2005 | Сірі душі            | Les âmes grises        | режисер, сценарист    |
| 2011 | Жіноча доброта       | La bonté des femmes    | телевізійний, режисер |
| 2020 | Анна Київська        | Anna de Kyiv           | режисер               |

## Визнання
| Рік                        | Категорія                    | Фільм              | Результат |
| -------------------------- | ---------------------------- | ------------------ | --------- |
| Премія «Сезар»             |                              |                    |           |
| 1990                       | Найкраща операторська робота | Індійський ноктюрн | Перемога  |
| 1992                       | Найкраща операторська робота | Усі ранки світу    | Перемога  |
| 1993                       | Найкраща операторська робота | Крижане серце      | Номінація |
| 1993                       | Найкраща операторська робота | Акомпаніаторка     | Номінація |
| 1994                       | Найкраща операторська робота | Жерміналь          | Перемога  |
| 1995                       | Найкраща дебютна робота      | Полковник Шабер    | Номінація |
| 2008                       | Найкращий оператор           | Друге дихання      | Номінація |
| Каїрський кінофестиваль    |                              |                    |           |
| 1994                       | Золота піраміда              | Полковник Шабер    | Перемога  |
| Венеційський кінофестиваль |                              |                    |           |
| 1998                       | Золотий лев                  | Злодій життя       | Номінація |

У 2014 Іва Анджело було нагороджено французьким Орденом Мистецтв та літератури.